# Talar lewkowy
Talar lewkowy – srebrna moneta o wadze 20,736 grama, bita w Zjednoczonych Prowincjach Niderlandów od 1575 r. do XVII w., przedstawiająca z jednej strony rycerza z tarczą, a z drugiej strony lwa, produkowana głównie na eksport, przede wszystkim do Europy Wschodniej i Turcji osmańskiej.
Zawartość czystego srebra w talarze lewkowym była mniejsza niż w talarach ligi imperialnej.
Znane są liczne naśladownictwa talara lewkowego z mennic austriackich, niemieckich i duńskich bite do XX w.